# Silvino Silvério Marques
Silvino Silvério Marques OA • ComA • GOI (Nazaré, Nazaré, 23 de Março de 1918 — Lisboa, 1 de outubro de 2013) foi um oficial general do Exército Português e administrador colonial.

## Biografia
Concluiu os estudos secundários em Lisboa, tendo frequentado os preparatórios de Engenharia desta cidade e o curso de engenharia militar na Escola do Exército. Seguiu a carreira militar, sendo promovido a general.
A 14 de Janeiro de 1954 foi feito Oficial da Ordem Militar de São Bento de Avis e a 27 de Setembro de 1958 foi elevado a Comendador da mesma Ordem.
Foi Governador de Cabo Verde de 1958 a 1962, Governador de Angola de 1962 a 1966, administrador da Siderurgia Nacional de 1967 a 1970, director interino da Arma de Engenharia e 2.° Comandante da Região Militar de Moçambique de 1971 a Janeiro de 1973.
Neste período foi feito Grande-Oficial da Ordem do Império a 3 de Novembro de 1963 e Comendador da Ordem do Mérito Militar do Brasil a 21 de Outubro de 1969.
Foi vogal do Conselho Superior Ultramarino até 1973, mas não foi reconduzido por desavenças com Marcelo Caetano acerca da política ultramarina, posta em prática por este, que tinha como fim a autonomia progressiva das Províncias Ultramarinas.
Em Dezembro de 1973 foi colocado na Direcção de Instrução do Estado-Maior do Exército. Terá então alegadamente participado na Kaulzada, plano de golpe chefiado por Kaúlza de Arriaga que visava a formação de um governo mais belicista, que reforçaria o esforço de guerra para vencer a Guerra do Ultramar. No entanto, rejeitará ter participado, afirmando que o seu nome tinha sido invocado pelos conspiradores sem o seu conhecimento.
Fruto da sua posição anti-marcelista, recusa-se a participar na cerimónia a 14 de março de 1974, que ficaria conhecida como “Brigada do Reumático”.
Em Maio de 1974, foi convidado pelo general António de Spínola para voltar ao cargo de Governador de Angola, lugar que ocupou por pouco mais de um mês, até finais de Julho, por não dar garantias de cumprir as instruções da Junta de Salvação Nacional.
Passou à reserva em 1975.
Possui vários obras publicadas e em 2010 foi lançado Qual de Nós Terá Razão?, livro da sua autoria, editado pela Prefácio.
Irmão do também General Jaime Silvério Marques.